# Lucio Colletti
Lucio Colletti, né le 8 décembre 1924 à Rome et mort le 3 novembre 2001  à Venturina Terme (localité de la commune de Campiglia Marittima, en Toscane), est un philosophe et homme politique italien. Théoricien marxiste de renom dans les années 1960, il a ensuite rompu avec le communisme pour s'orienter vers le libéralisme. Son évolution politique l'a conduit du centre gauche vers le centre droit, jusqu'à être élu député de Forza Italia lors des 13e et 14e législatures.

## Biographie
Résistant durant la Seconde Guerre mondiale, Lucio Colletti adhère d'abord au Parti d'action, avant de rejoindre le Parti communiste italien.
Après un doctorat en philosophie, il enseigne l'histoire de la philosophie à l'université Sapienza de Rome. Il compte parmi les disciples du philosophe marxiste Galvano Della Volpe ; sa réflexion le pousse à contester le matérialisme dialectique, alors philosophie officielle de tous les partis communistes, et à prôner un retour à l'œuvre de Marx, qu'il considère avant tout comme une analyse sociologique et scientifique de la société capitaliste. Il tient des positions qui le situent à la gauche du Parti communiste italien, ses conceptions du marxisme apparaissant alors comme « libertaires ». Sur le plan politique, il prône l'autogestion des producteurs - soit des positions proches du communisme de conseils - et la défense des libertés publiques. Il signe en 1956, après l'insurrection de Budapest, le manifeste des 101 qui interpelle la direction du PCI en critiquant l'intervention soviétique.
Bien que troublé par les évènements de 1956, Lucio Colletti demeure membre du PCI jusqu'en 1964, date à laquelle il le quitte en adoptant des positions d'extrême gauche. Lucio Colletti fonde ensuite la revue La Sinistra (1966-1967). Il est, dans la seconde moitié des années 1960, un théoricien marxiste renommé, alors que cette école de pensée connaît une période de renouveau ; ses écrits sont régulièrement publiés dans la New Left Review, organe anglophone de la Nouvelle gauche. Le retour aux sources marxistes opéré par Colletti l'amène à considérer que l'influence de Kant a pu être supérieure à celle de Hegel dans l'œuvre de Marx. Son essai Il marxismo e Hegel, publié en 1969 (traduit en français en 1976), contribue à renouveler les études marxistes en Occident. En 1971, dans le contexte des années de plomb italiennes, il figure parmi les signataires de la lettre ouverte dénonçant l'attitude des autorités dans l'affaire de la mort de l'anarchiste Giuseppe Pinelli ; il signe ensuite une autre lettre ouverte se solidarisant avec des militants de l'organisation d'extrême gauche Lotta Continua et les rédacteurs du journal de ce parti, alors que ceux-ci sont accusés d'association de malfaiteurs.
Avec le temps, Lucio Colletti conclut à l'impossibilité de réformer le « socialisme réel » et au caractère erroné des prédictions marxistes sur l'effondrement du capitalisme. En 1974, il rompt de manière retentissante avec le communisme par le biais d'un entretien accordé à la New Left Review. Dans ce texte, que l'éditeur Luigi Laterza publie ensuite en italien sous forme d'un livre intitulé Intervista politico-filosofica, il admet la faillite de l'expérience communiste. La contradiction que lui apporte Norberto Bobbio sur le terrain des idées l'amène ensuite à remettre plus profondément en question la pensée de Marx. Colletti finit par s'éloigner définitivement du marxisme, considérant qu'il ne fait là qu'accepter le verdict de l'Histoire ; il se montre ensuite partisan du modèle libéral. Ses prises de positions lui valent des menaces de mort de la part de militants d'extrême gauche ; cela le pousse en 1977 à quitter temporairement l'Italie. Il habite durant plusieurs années en Suisse, où il enseigne la philosophie à l'université de Genève,.
Sa pensée évolue vers l'école de l'empirisme logique. À partir de la fin des années 1970, il collabore régulièrement à Mondo operaio, la revue du Parti socialiste italien, après avoir été convaincu par le tournant libéral imposé à ce dernier parti par Bettino Craxi.
En 1994, il soutient Silvio Berlusconi lors de l'entrée en politique de ce dernier ; devenu conseiller politique du leader de Forza Italia, il accepte l'investiture de ce parti lors des élections de 1996, s'engageant directement sur le terrain électoral pour la première fois de sa vie. Élu député, il continue d'affirmer des positions indépendantes, et n'hésite pas à critiquer régulièrement son propre camp. Du fait de son attitude de franc-tireur, il est un temps question que Forza Italia ne lui renouvelle pas son investiture, mais il est finalement présent sur les listes du parti de Berlusconi lors des élections de 2001.
Quelques mois après sa réélection à la chambre des députés, il succombe à un malaise alors qu'il nageait dans les thermes de Venturina, à Campiglia Marittima où il passait des vacances.

## Ouvrages
- Ideologia e società, Laterza, 1969
- Il marxismo e Hegel: Materialismo dialettico e irrazionalismo, Laterza, 1969. Publié en français en 1976 par Champ libre sous le titre Le Marxisme et Hegel (traduction de Jean-Claude Biette et Christian Gauchet).
- Intervista politico-filosofica, Laterza, 1974.
- Sui Quaderni filosofici di Lenin, Laterza, 1976.
- Il marxismo e il "crollo" del capitalismo, Laterza, 1977.
- Tra marxismo e no, Laterza, 1979.
- Tramonto dell'ideologia, Laterza, 1980.
- Crisi delle ideologie, Intervista politico-filosofica, Il marxismo del XX secolo, Le ideologie dal '68 a oggi, Club degli editori, 1981.
- Pagine di filosofia e politica, Rizzoli, 1986
- La logica di Benedetto Croce, Marco, 1993
- Fine della filosofia e altri saggi, Ideazione, 1996.
- Lezioni tedesche. Con Kant, alla ricerca di un'etica laica, Liberal edizioni, 2008